# 花筐公園
花筐公園（かきょうこうえん）は、福井県越前市粟田部町にある都市公園（風致公園）である。岡太神社境内に隣接し、江戸時代末期からサクラの名所として知られる。当地は継体天皇にゆかりある土地で、公園名称は当地を舞台とする世阿弥の能『花筐』（はながたみ）に由来する。

## 概要
弘化元年（1844年）に奈良・吉野より数十本のサクラを岡太神社境内地の神苑に移植し「桜ヶ丘」と呼んだのが公園のはじまりとされる。1895年（明治28年）の台風被災により、岡太神社本殿（当時）背後が山崩れし、復興により整地され新たにソメイヨシノが補植し、現状に見るサクラの名所として公園の原形ができあがり「粟田部の公園」と称される。その後、数度の改良工事を経て、昭和初期には県内でも屈指の桜の名所となっている。1926年（大正15年）に粟田部村が町村施行で旧・粟田部町となり、サクラの植樹区域が岡太神社境内から分離され町営公園となり、公園の名称が、継体天皇に由来する世阿弥の謡曲『花筐』にちなみ、花筐公園となった。1935年（昭和10年）に「花筐公園保勝会」が設立され、園内の周回路の整備などが行われている。太平洋戦争中に園内のサクラが伐採され、食糧生産のため、畑地として開墾される。戦後、公園は再整備され、1960年（昭和35年）に都市公園として総合開発に着手。1962年（昭和37年）に都市公園整備計画の指定をうける。1973年（昭和48年）に、公園後方の南三里山頂上付近にある、樹齢600年以上とも伝わり、謡曲「花筐」にも歌われる「うすずみ桜」までの園路の新設になどにより、公園区域が5000平方メートル拡張される。1974年（昭和49年）に第2時5ヶ年整備計画事業により、風致公園に指定される。
現在は春と秋に花筐公園を愛する日が設けられ、花筐後援保勝会や地域住民による奉仕作業がおこなわれ、2007年（平成19年）に国の登録記念物（名勝地関連）の指定を受けた。

## 園内施設・名所など
園内施設として、園路広場、野外ステージ、休憩施設、便益施設、展望台施設、管理施設、遊戯施設などがある。園内には約1000本のサクラやカエデが多数植えられており、花筐自治振興会が花見シーズンには「はながたみさくらまつり」、紅葉狩りシーズンには「花筐もみじまつり」を開催し観光客で賑わう。
また、平成元年から隔年で、狂言師の野村万作・野村萬斎父子らを迎えて公園内にある能楽ステージで花筐薪能が開催されている。
以下、施設・名所など
- 山月楼の亭

大正時代から昭和初期にかけ活躍した詩人で、1927年（昭和2年）に粟田部町の小学校に音楽担当の教員として勤務した野口雨情にゆかりの四阿が再建されている。
- ふるさとの家

元は茅葺の屋根で、有料施設として交流会や古民家コンサートなどに活用されている。
- 岩清水

切り立った岸壁に33体の石仏が彫られた霊地。泰澄大師が修行した場所と伝わる。
公園のある粟田部地区は継体天皇が皇子時代に在住していたと伝わり、ゆかりある以下のものがある。
- 粟田部の薄墨サクラ

公園後方にある三里山の頂上近くに継体天皇にゆかりのある樹齢600年以上とも伝わるサクラがある。樹回り4．5メートル、幹回り9メートルで県の天然記念物に指定されている。このサクラは、室町時代の世阿弥作の継体天皇の恋愛を主題とする謡曲『花筐』にうたわれている。伝説によると、継体天皇が男大迹皇子時代に、この地に在住していたときは花が淡紅色で匂いは四方に満ちていたが、都へ上った後は花の色が次第に薄黒くなり、いつの頃ともなく「薄墨桜」（うすずみざくら）と呼ばれるようになったといわれ、皇子が天皇即位のため都に上るさいに形見として残したと伝わる。
文亀2年（1503年）に近郷の富豪により植えかえられ、皇子の遺跡として崇めるようになったと伝わる。現在の薄墨桜は何代目なのかは不明だが、老木化が進み近年の大雪や豪雨により傷みが進んでいる。
- 皇子ヶ池

継体天皇の第一王子・勾大兄皇子（27代・安閑天皇）、第二王子・檜隅高田皇子（28代・宣化天皇）の産湯に使用されたと伝わる池。享保の頃の越前八郡古城跡屋敷跡記録によると継体天皇の御所の池で、もともと日常御膳水用として使用されていたとされる。 現在、池は正６角形に玉垣で囲われ、大きさ27平方メートルで、この六角形の部分だけが国所有となっている。また、かつての池は埋め立てられ、現在は手汲み井戸となっている。
- 佐山姫公園

御所跡と伝わり、謡曲『花筐』で知られる照日の前（佐山姫）と継体天皇が出会った場所とされる。

## 文化財
国の登録記念物（名勝地関係）
- 花筐公園 - 2007年（平成19年）7月26日登録[5]。

岡太神社境内とその周辺の都市公園の一部を含む区域が登録されている。
県の天然記念物
- 粟田部の薄墨サクラ - 1970年（昭和45年）5月8日[10]。